# Теодора Комнина (принцеса на Антиохия)
Вижте пояснителната страница за други личности с името Теодора Комнина.
Теодора Комнина (ок. 1150/55 – след 1182) е византийска аристократка и принцеса на Антиохия, втора съпруга на принц Боемунд III Антиохийски (1144 – 1201).

## Живот
Теодора е дъщеря на византийския дука Йоан Дука Комнин и на Мария Таронитиса, потомка на древните арменски царе. Тя е племенница на византийския император Мануил I Комнин, поради което бракът ѝ е въпрос на политика. Подобно на сестра си Мария, омъжена през 1167 г. за йерусалимския крал Алмерик I, Теодора е инструмент за постигане на външнополитическите интереси на империята. Тя е омъжена за Боемунд III Антиохийски, принц на Антиохия. Годината, в която е сключен бракът им, не е уточнена. Предполага се, че това става през периода 1175 – 1177 г. Боемунд III е васал на Мануил I Комнин, който е женен за сестра му, Мария Антиохийска. Омъжвайки племенницата си за антиохийския принц, Мануил I обвързва още по-тясно двете страни и вероятно постига отстъпки от страна на Боемунд по редица висящи въпроси като връщането на православния гръцки патриарх на Антиохия, Атанасий II.
През 1180 г. бракът между Боемунд и Теодора е разтрогнат. Много вероятно е причина за развода да е смъртта на Мануил I Комнин (той умира през септември 1180 г.), която обезсмисля политическата стойност на брака им, като се има предвид, че в Константинопол управлението е поето от сестрата на Боемунд, Мария Антиохийска. Това на първо време осигурява на Антиохия необходимата ѝ подкрепа от Византия. Така присъствието на Теодора в Антиохия става излишно.
След развода си с нея Боемунд се жени за третата си съпруга Сибила. Теодора Комнина също се омъжва повторно, за Готие дьо Бетюн (Gauthier de Bethune), сеньор на Бесон (Besan).

## Деца
Теодора Комнина ражда на Боемунд III две деца:
- Констанс дьо Поатие
- Мануил дьо Поатие (1176 – 1233)